# Никола Павловић
Никола Павловић (?? — 1463) је био кнез, а потом и војвода из властелинске породице Павловића која је имала своје посједе у источним дјеловима краљевине Босне, син је Радослава Павловића.
Имао је два брата, Иваниша и Петра, а можда и једну сестру.
После смрти војводе Иваниша новембра 1450. године, властелинском кућом Павловића управљао је са братом Петром. У својим политичким активностима био је ограничен утицајем ујака Стефана Вукчића Косаче. Настрадао током турског освајања Босне 1463. године.